# 과소비
과소비(過消費)는 필요 이상으로 돈이나 자원을 소비하는 것을 말한다. 과소비는 천연자원의 사용이 시스템의 지속 가능한 용량을 초과한 상황을 나타낸다. 장기간이 과소비 패턴은 결국 자원 기반의 손실로 이어진다. 과소비라는 용어는 사용에 있어 상당한 논란의 여지가 있으며 단일 정의가 있는 것은 아니다. 과소비는 소비주의, 계획된 노후화 및 기타 지속 불가능한 비즈니스 모델과 같은 힘을 포함하며 현재 세계 경제의 여러 요인에 의해 주도되며 지속 가능한 소비와 대조될 수 있다.
시스템의 지속 가능한 용량을 정의하려면 많은 변수를 고려해야하므로 ‘과소비’로 간주되는 것을 정의하는 것은 어렵다. 시스템의 총 용량은 지역 및 전 세계 수준에서 발생한다. 즉, 특정 지역은 자원을 과도하게 소비하지 않고 더 많은 자원으로 인해 특정 자원의 소비 수준이 다른 지역보다 높을 수 있다. 주어진 지역이나 생태계에서 장기간의 과소비 패턴은 종종 환경 파괴를 초래하는 천연 자원의 감소를 유발할 수 있다.
과소비에 대한 논의는 종종 인구 규모와 성장, 그리고 인간개발의 논의와 유사하다. 더 많은 사람들이 더 높은 삶의 질을 요구하고, 현재 더 많은 자원 추출이 필요하며, 이는 기후 변화 및 생물 다양성 손실과 같은 후속 환경 파괴를 초래한다. 현재 ‘선진국’인 부유층의 주민들은 인구의 대부분을 차지하는 개발 도상국보다 거의 32배 더 많은 자원을 소비한다. 그러나 개발도상국은 소비 시장이 성장하고 있다. 이 국가들은 빠르게 더 많은 구매력을 얻고 있으며 아시아, 미국 및 아프리카의 도시를 포함하는 글로벌 남부 지역이 2030년까지 소비 성장의 56%를 차지할 것으로 예상된다. 이는 현재 추세가 상대적인 소비를 계속한다면 금리는 이러한 개발도상국으로 더 많이 이동하는 반면 선진국은 정체되기 시작한다.
지속 가능한 개발 목표 ‘책임 있는 소비와 생산’은 과소비의 영향을 줄이기 위한 목표를 가진 주요 국제 정책 도구다.

## 원인

### 경제성장
경제성장은 때때로 과소비의 이유로 간주된다. 경제 성장은 성장을 유지하기 위해 더 많은 자원 투입이 필요하기 때문에 과소비의 촉매제로 볼 수 있다. 중국은 이러한 현상이 쉽게 관찰되는 사례다. 중국의 GDP는 1978년부터 크게 증가했으며 에너지 소비는 6배 증가했고, 1983년부터 중국의 소비는 천연 자원의 생물 용량을 초과하여 과소비 했다. 지난 30~40년 동안 중국은 오염, 토지 황폐화, 재생 불가능한 자원 고갈이 상당한 증가를 보였으며 이는 상당한 경제 성장과 일치한다. 다른 급속한 개발 도상국이 자원 과소비에서 유사한 경향을 보게 될지는 알려지지 않았다.

### 소비주의
세계 인구가 지속적으로 소비하는 다양한 상품과 서비스가 있다. 여기에는 식음료, 의류 및 신발, 주택, 에너지, 기술, 교통, 교육, 건강 및 개인 관리, 금융 서비스 및 기타 유틸리티가 포함된다. 이러한 재화와 서비스를 생산하는 데 필요한 자원이 합리적인 수준 이상으로 고갈되면 과소비로 간주 될 수 있다. 개발 도상국이 빠르게 소비자층으로 부상하고 있기 때문에 이들 국가에서 일어나는 추세는 특별한 관심을 끌고 있다. 세계 은행에 따르면 소득에 관계없이 가장 높은 소비 점유율은 식음료, 의류 및 신발에 있다. 2015년 현재 세계 5 대 소비자 시장은 미국, 일본, 독일, 중국, 프랑스를 포함한다.
계획된 노후화는 소비재의 과소비가 존재하는 이유를 설명하는 중요한 요소다. 의도로 설계 제품 주위 생산 공전이 인자는 짧은 시간 후에 폐기한다. 인식 된 노후화는 패션 및 기술 산업에서 만연하다. 이 기술을 통해 제품은 구식이 되고 반 정기적으로 교체된다. 잦은 새로운 기술 또는 패션 라인 출시는 마케팅으로 인한 노후화의 한 형태로 볼 수 있고, 일정 기간 또는 사용 후 파손되도록 설계된 제품은 계획된 노후화로 간주됩니다.

## 효과

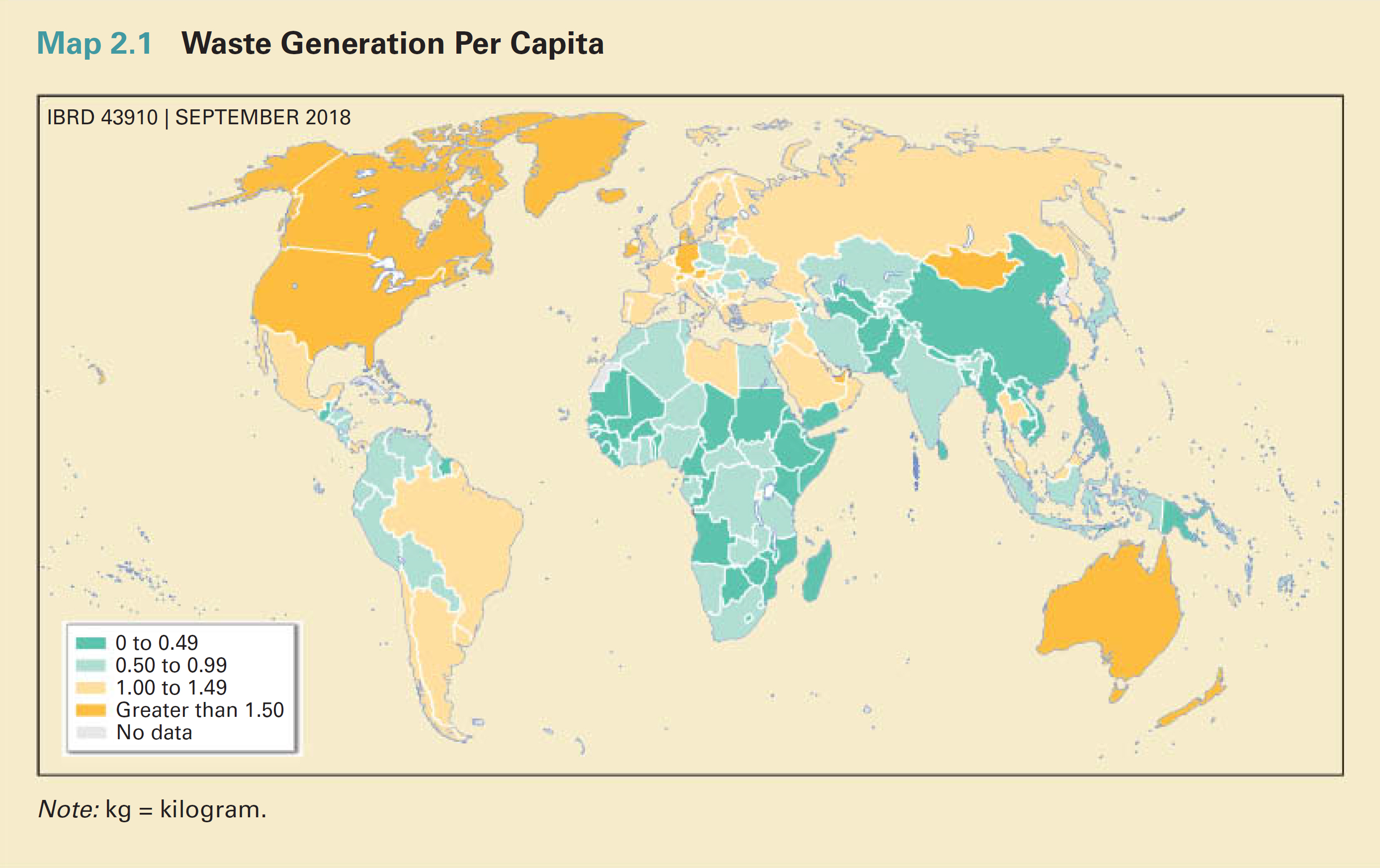
폐기물 폐기물 발생, 1인당 하루 킬로그램으로 측정

과소비의 근본적인 효과는 지구의 운반 능력의 감소다. 지속 불가능한 과도한 소비는 환경의 장기적 운반 능력 및 후속 자원 고갈, 환경 저하 및 생태계건강 감소를 초과한다. 2020년에 다국적 과학자 팀은 과소비가 지속 가능성에 대한 가장 큰 위협이라는 연구를 발표했다. 연구에 따르면 생태 위기를 해결하기 위해서는 급격한 생활 방식의 변화가 필요하다.
인구증가와 삼림 벌채가 총 자원 소비의 대리물로 사용된 2020년 연구에 따르면, 향후 20 ~ 40년 동안 소비가 현재 속도로 계속되면 인류가 완전히 또는 거의 완전히 멸종 될 수 있다. 그것을 피하기 위해 인류는 경제가 지배하는 문명에서 "생태계의 개별적인 이익보다 생태계의 이익을 우선시하지만 결국 전체적인 공동 이익에 따라 "문화 사회"로 넘어 가야한다.

전 세계적으로 남성 비만 확산(2008) - 어두운 영역이 비만 남성의 높은 비율을 나타낸다.

현대 생활의 과소비는 규모는 큽니다. 쇼핑중독과 비만, 한번 이러한 주장은 모두 과소비보다 매우 다른 요인에 상관 후자되면서 논란, 과소비라는 주제 내에서 그 원인을 찾기 위해 다른 많은 아이디어를 고려해야한다. 일치하는 몇 가지 중요한 사건은 빈곤, 인구 및 지역 개발이다. 과소비는 경제와 금용 불안의 감소로 이어질 수 있다.
장기적으로 이러한 영향은 감소하는 자원과 최악의 경우 맬서스 재앙에 대한 갈등을 증가시킬 수 있다. 지구 정책 연구소의 Lester Brown은 “현재의 소비 수준을 유지하려면 지구 1.5개가 필요하다. 환경적으로 세계는 오버 슈트 모드에 있다”라고 말했다.

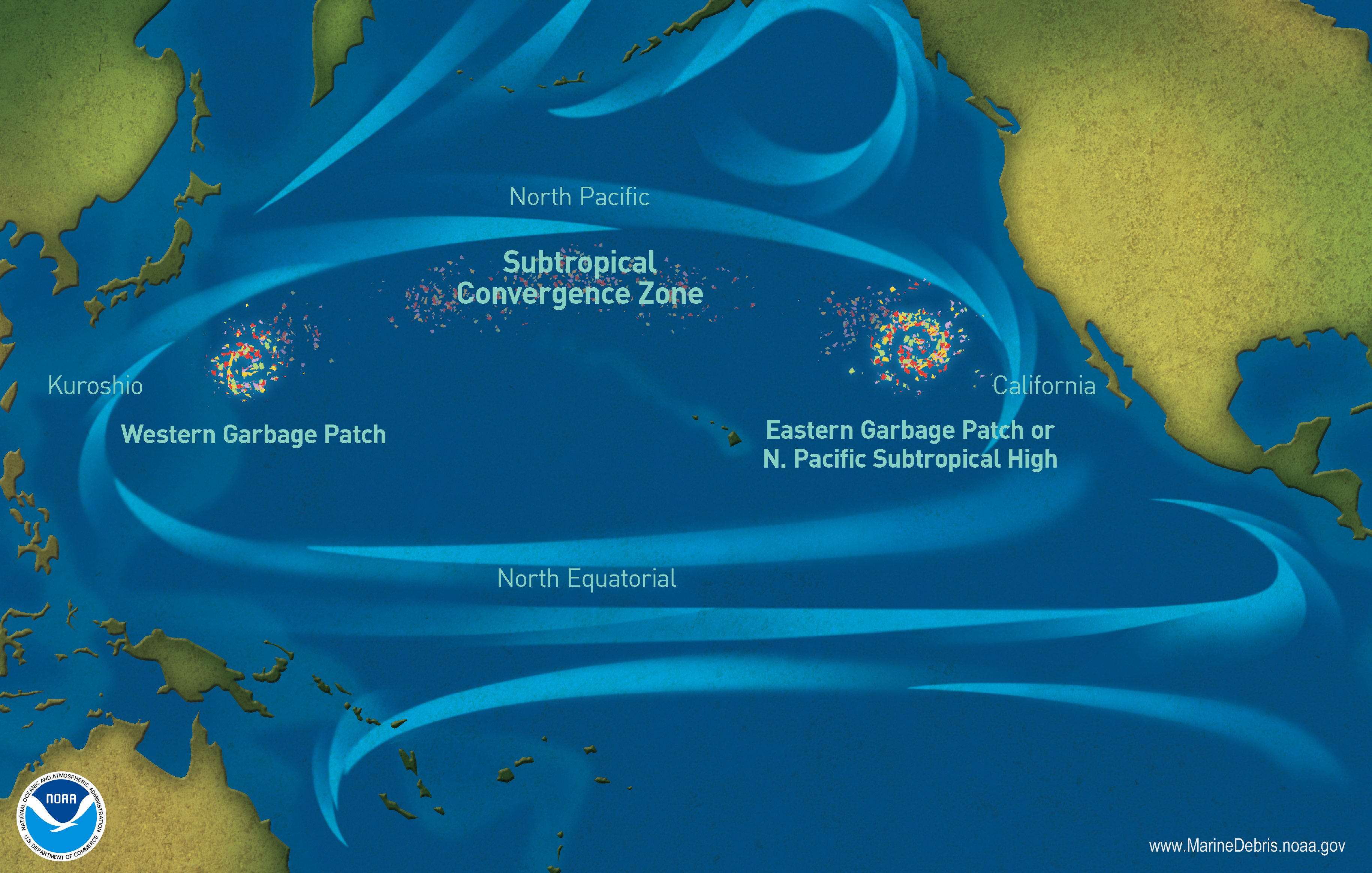
태평양 쓰레기 위치

2012년 현재 미국에서만 세계자원의 30%를 사용하고 있었으며 모든 사람이 그 속도로 소비한다면 이러한 유형의 생활을 유지하려면 3~5개의 행성이 필요하다. 자원이 빠르게 고갈되고 있으며 ⅓가 이미 사라졌다. 세계 인구의 훨씬 높은 비율을 차지하는 개발도상국에서 새로운 소비자 시장이 증가함에 따라 숫자는 증가할 수 밖에 없다.

### 건강에 미치는 영향
Lancet위원회의 보고서도 마찬가지다. 전문가들은 “지금까지 영양 결핍과 비만은 너무 적거나 너무 많은 칼로리의 정반대로 여겨져 왔다.” “실제로는 둘 다 같은 정치 경제가 뒷받침하는 건강에 해롭고 불공평한 식량 시스템에 의해 주도된다. 그것은 경제 성장에 초점을 맞추고 부정적인 건강과 형평성 결과를 무시한다. 기후 변화는 이익과 권력에 대한 동일한 이야기를 가지고 있다.자동차에 인공 에너지를 과도하게 사용하면 건강과 지구에 해를 끼친다. 활동적인 생활을 장려하고 앉아있는 생활 방식을 줄이는 것이 필요하다. 예를 들어 자전거 타기, 온실가스 배출량 감소 및 건강증진이 있다.

## 발자국
과소비 개념은 생태 발자국 개념과도 밀접한 관련이 있다. ”생태 발자국“이라는 용어는 ”생물권에 대한 인간의 수요를 측정하기 위한 자원 회계 프레임 워크“를 의미한다. 예를 들어 현재 중국은 1인당 생태 발자국은 미국 크기의 약 절반 정도지만 인구는 미국 크기의 4배 이상이다. 중국이 미국 수준으로 발전하면 세계 소비율은 대략 두 배가 될 것으로 추정된다.
지구상의 포유류 생물량

## 반작용
과소비 문제에 대한 가장 확실한 해결책은 단순히 자원이 고갈되는 속도를 늦추는 것이다. 자본주의적 관점에서 볼 때 소비감소는 경제에 부정적인 영향을 미치므로 국가는 소비율을 억제해야 하지만 재생 에너지 및 재활용 기술과 같은 새로운 산업이 번성하고 일부 경제 부담을 완화할 수 있도록 해야 한다. 일부 운동은 경우에 따라 소비 감소가 경제와 사회에 도움이 될 수 있다고 생각한다. 그들은 현재 일어나고 있거나 일어날 필요가 있는 현재의 변화를 설명하기 위해 세계 경제의 근본적인 변화가 필요할 수 있다고 생각한다. 과소비 중지와 관련된 동작 및 생활 방식 선택에는 다음이 포함된다. 반 소비주의, 프리가 나즘, 녹색 경제, 생태 경제, 탈 성장, 검소, 하향 변속, 단순한 생활, 미니멀리즘, 절약.
많은 사람들은 운동의 최종 목표를 소비율이 건강한 환경에 최적인 정상 상태 경제에 도달하는 것을 간주한다. 최근 풀뿌리 운동은 우리가 소비하는 상품의 수를 줄이는 창의적인 방법을 제시하고 있다.
자이 트 가이스트 운동과 같은 다른 연구자들과 운동은 효율적인 공유, 향상된 모듈성, 지속 가능성 및 최적의 제품 설계 뿐만 아니라 생산의 효율성, 협력 및 지역성의 구조적 증가를 통해 자원을 줄일 것으로 예상하는 새로운 사회 경제적 모델을 제안한다. 제공하는 솔루션은 지속 가능한 제조 및 제품에 대한 비즈니스 영향을 미치는 시장의 힘을 사용하여 소비자를 포함한다. 소비를 줄이는 또 다른 방법은 전 세계적으로 갖고 계획 서비스를 개선하여 인구 증가를 늦추는 것이다.

## 같이 보기
- 사치
- 소비
- 환경 연구
- 탄소발자국
- 소비주의
- 생태발자국